# Ledipasvir/sofosbuvir
Ledipasvir/sofosbuvir, được bán dưới tên thương mại là Harvestoni trong số những loại khác, là một loại thuốc dùng để điều trị viêm gan C.  Nó là sự kết hợp của ledipasvir và sofosbuvir. Tỷ lệ chữa khỏi là 94% đến 99% ở những người bị nhiễm virut viêm gan C (HCV) kiểu gen 1. Một số bằng chứng cũng hỗ trợ sử dụng trong kiểu gen HCV 3 và 4. Nó được uống hàng ngày trong 8-24 tuần.
Nó thường được dung nạp tốt. Các tác dụng phụ thường gặp bao gồm đau cơ, nhức đầu, buồn nôn, phát ban và ho. Không rõ liệu sử dụng trong thai kỳ có an toàn cho em bé hay không. Ledipasvir hoạt động bằng cách giảm hoạt động của NS5A và sofosbuvir hoạt động bằng cách giảm hoạt động của NS5B polymerase.
Ledipasvir/sofosbuvir đã được chấp thuận cho sử dụng y tế tại Hoa Kỳ vào năm 2014. Nó nằm trong Danh sách các loại thuốc thiết yếu của Tổ chức Y tế Thế giới, loại thuốc hiệu quả và an toàn nhất cần có trong hệ thống y tế. Chi phí bán buôn ở Hoa Kỳ là khoảng US $ 91,589,40 trong 12 tuần kể từ năm 2016. Ở Bangladesh, số tiền này có giá US $ 1,092.00. Một số người đi du lịch đến Ấn Độ để được tiếp cận với thuốc giá thấp hơn.

## Sử dụng trong y tế
Tỷ lệ chữa khỏi là 94% đến 99% ở những người bị nhiễm genotype 1 (46% trường hợp HCV). Nó cũng đã được đánh giá để điều trị nhiễm trùng các kiểu gen viêm gan C khác, và đã cho thấy kết quả đầy hứa hẹn ở kiểu gen 3 và 4 (lần lượt chiếm 30% và ít hơn 22% trường hợp HCV).

### Kháng thuốc

#### Đột biến NS5A
Nhiều đột biến HCV replicons là cần thiết để gây ra một ảnh hưởng quan trọng trong kháng chiến do nhiều cơ chế hoạt động. Nhìn chung, kiểu gen HCV 1a ít có khả năng chống đột biến hơn kiểu gen 1b.
Đối với kiểu gen 1b, một sự thay thế amino acid duy nhất (ví dụ L31V) trong bản sao có sức đề kháng tăng ít hơn 100 lần so với ledipasvir ở Harvoni, trong khi sự thay thế hai amino acid có sức đề kháng tăng hơn 1000 lần. Kiểu gen 1a có sự tăng sức đề kháng tương tự nhưng đáng kể hơn với mỗi lần tăng thay thế amino acid tương ứng với sự thay thế liên quan đến kháng thuốc ở K24R, M28T/V, Q30R/H/K/L, L31M và Y93H/N.
Các đa hình NS5A cũng có ảnh hưởng đến tình trạng kháng virut với các thay thế amino acid liên quan đến kháng thuốc phổ biến nhất được phát hiện tại Q30R, Y93H hoặc N và L31M ở những bệnh nhân có đáp ứng virus nhanh (RVR). Các đa hình liên quan đến kháng thuốc NS5A cơ bản cụ thể được quan sát trong các thử nghiệm lâm sàng là M28T/V, Q30H, Q30R, L31M, H58P, Y93H và Y93N ở kiểu gen 1a và L28M, A92T và Y93H ở kiểu gen 1b. Bệnh nhân có nhiều đa hình NS5A cơ bản có xu hướng có tỷ lệ tái phát cao hơn khi sử dụng ledipasvir / sofosbuvir. Sự khác biệt về tỷ lệ tái phát giữa các nhóm kinh nghiệm điều trị ngây thơ và điều trị với đa hình NS5A ban đầu dao động từ 1% sau chế độ 12 tuần và 0% sau chế độ điều trị 24 tuần.

#### Đột biến NS5B
Một thay thế amino acid duy nhất S282T góp phần kháng virut và làm giảm hoạt động của sofosbuvir trong ledipasvir/sofosbuvir khoảng 2 đến 18 lần.

#### Kháng chiến chéo
Không thấy kháng chéo trong sự kết hợp giữa ledipasvir và sofosbuvir trong ION giai đoạn 1,2 và, 3 thử nghiệm lâm sàng vì ledipasvir hoạt động hoàn toàn chống lại sự thay thế liên quan đến kháng thuốc của sofosbuvir và ngược lại.

## Tác dụng phụ
Hơn 10% số người dùng ledipasvir/sofosbuvir bị đau đầu hoặc mệt mỏi; phát ban, buồn nôn, tiêu chảy và mất ngủ xảy ra ở khoảng 1% đến 10% số người dùng thuốc.
Phản ứng nghiêm trọng hơn có liên quan đến phản ứng dị ứng với thuốc và các vấn đề về tim mạch. Tác dụng phụ của Harvestoni được coi là tương đối nhẹ so với điều trị dựa trên interferon cũ.

## Tương tác thuốc
Ledipasvir / sofosbuvir là chất nền cho các chất vận chuyển thuốc P-Glycoprotein (P-gp) và protein kháng ung thư vú (BCRP). Sự hấp thu qua đường ruột của các chất vận chuyển thuốc này có thể bị giảm bởi các chất gây cảm ứng như rifampin và St. John's wort.
Bệnh nhân cũng nên tránh xa thuốc đối kháng H2 Receptor (H2RA) và thuốc ức chế bơm Proton (PPI) vì chúng làm giảm nồng độ ledipasvir (độ hòa tan phụ thuộc pH và cao hơn trong điều kiện axit). Do đó, nên dùng PPI ít nhất hai giờ sau khi ledipasvir/sofosbuvir với liều nhỏ hơn hoặc bằng 20 mg mỗi ngày và H2RA với liều nhỏ hơn hoặc bằng 40 mg hai lần mỗi ngày.
Ledipasvir/sofosbuvir cũng nên tránh khi dùng amiodarone hoặc các loại thuốc khác làm giảm nhịp tim; có nguy cơ nghiêm trọng làm tim đập chậm hoặc ngừng đập khi ledipasvir/sofosbuvir được sử dụng với các thuốc này.

## Xã hội và văn hoá
Một nhà sản xuất là Gilead Sciences.